# Eleutherodon
Eleutherodon is een geslacht van uitgestorven Haramiyida dat voorkwam in het Midden-Jura van Dorset en Oxfordshire (Engeland) en Sinkiang (China). Er bestaan twee soorten, Eleutherodon oxfordensis uit Engeland en E. sp. uit China. E. oxfordensis werd in 1998 op basis van 13 tanden beschreven, waarvan Butler & Hooker (2005) er 3 verplaatsten naar andere soorten, hoewel ze ook zes nieuwe exemplaren beschreven. De Chinese soort is van één onderkies bekend. De naam Eleutherodon betekent 'vrije tand'.